# Bernard Gravier
Bernard Rémy Léopold Adolphe Octave Gravier (Toulon, 1881. február 20. – Párizs 15. kerülete, 1923. augusztus 13.) olimpiai bajnok francia párbajtőrvívó.